# Yavıhasan, Kadışehri
Yavıhasan là một xã thuộc huyện Kadışehri, tỉnh Yozgat, Thổ Nhĩ Kỳ. Dân số thời điểm năm 2010 là 1.359 người.